# Grancia
Grancia es una comuna suiza del cantón del Tesino, situada en el distrito de Lugano, círculo de Carona. Limita del norte al sur pasando por el este con la ciudad de Lugano, y al oeste con la comuna de Collina d'Oro.